# Тиана Линн
Тина Линн (англ. Tiana Lynn, род. 1 сентября 1983 года, Тусон, Аризона, США) — американская порноактриса и эротическая модель. Настоящее имя — Дианна Линдберг (Deanna Lindberg).

## Биография
Родилась в Тусоне, в округ Пима (Аризона), в сентябре 1983 года. Училась в Университете Кентукки. В это время начала делать свои первые фотосессии как эротическая модель, мечтая стать playmate журнала Playboy.
Начала карьеру порноактрисы в 2003 году, в 20 лет. Быстро прославилась способностью стимулировать свою точку G и за свою выдающуюся лёгкость эякулировать струи уретральной жидкости через влагалище (сквиртинг).
Снималась для таких продюсеров, как Mile High, Hustler, Futureworks, Evil Angel, Baby Doll Pictures, Digital Sin, New Sensations, Adam and Eve, Vivid, Red Light District, Jules Jordan Video и другие.
В 2005 году получила свою первую номинацию в категории «Лучшая групповая лесбийская сцена секса» за роль в фильме Cytherea Iz Squirtwoman. В следующем году она получила ещё три номинации на AVN за роли в Swallow My Squirt, Supersquirt 2 и Feeding Frenzy 6.
Официально вышла на пенсию в феврале 2006 года, хотя позже появлялась в нескольких новых фильмах; в общей сложности снялась в 219 фильмах. Последний фильм на «неофициальном» этапе творчества — Swallow My Squirt 3. Далее посвятила себя занятию бизнесом в фитнес-индустрии.
Некоторые фильмы: Amateurs and First Timers 2, Big and Black 3, Craving Big Cocks 3, Double Play 2, Goin' Deep, Hot Squirts, Little Squirters, No Cocks Allowed, Outgunned, Teen Gushers, What’s Up Squirt?.

## Награды и номинации
| Год  | Церемония  | Результат | Номинация                            | Работа                  |
| ---- | ---------- | --------- | ------------------------------------ | ----------------------- |
| 2005 | AVN Awards | Номинация | Лучшая групповая лесбийская сцена    | Cytherea Iz Squirtwoman |
| 2005 | XRCO       | Номинация | Orgasmic Oralist                     | н/д                     |
| 2006 | AVN Awards | Номинация | Лучшая скандальная сексуальная сцена | Swallow My Squirt       |
| 2006 | AVN Awards | Номинация | Лучшая групповая лесбийская сцена    | Supersquirt 2           |
| 2006 | AVN Awards | Номинация | Лучшая сцена орального секса         | Feeding Frenzy 6        |